# Cyperus scariosus
Cyperus scariosus är en halvgräsart som beskrevs av Robert Brown. Cyperus scariosus ingår i släktet papyrusar, och familjen halvgräs. Artens utbredningsområde är Nya Guinea till norra Australien. Inga underarter finns listade i Catalogue of Life.